# اری موراکاوا
اری موراکاوا (انگلیسی: Eri Murakawa؛ زادهٔ ۴ اکتبر ۱۹۸۷) بازیگر اهل ژاپن است. وی از سال ۲۰۰۲ میلادی تاکنون مشغول فعالیت بوده‌است.